# Santa Maria (Cadaqués)

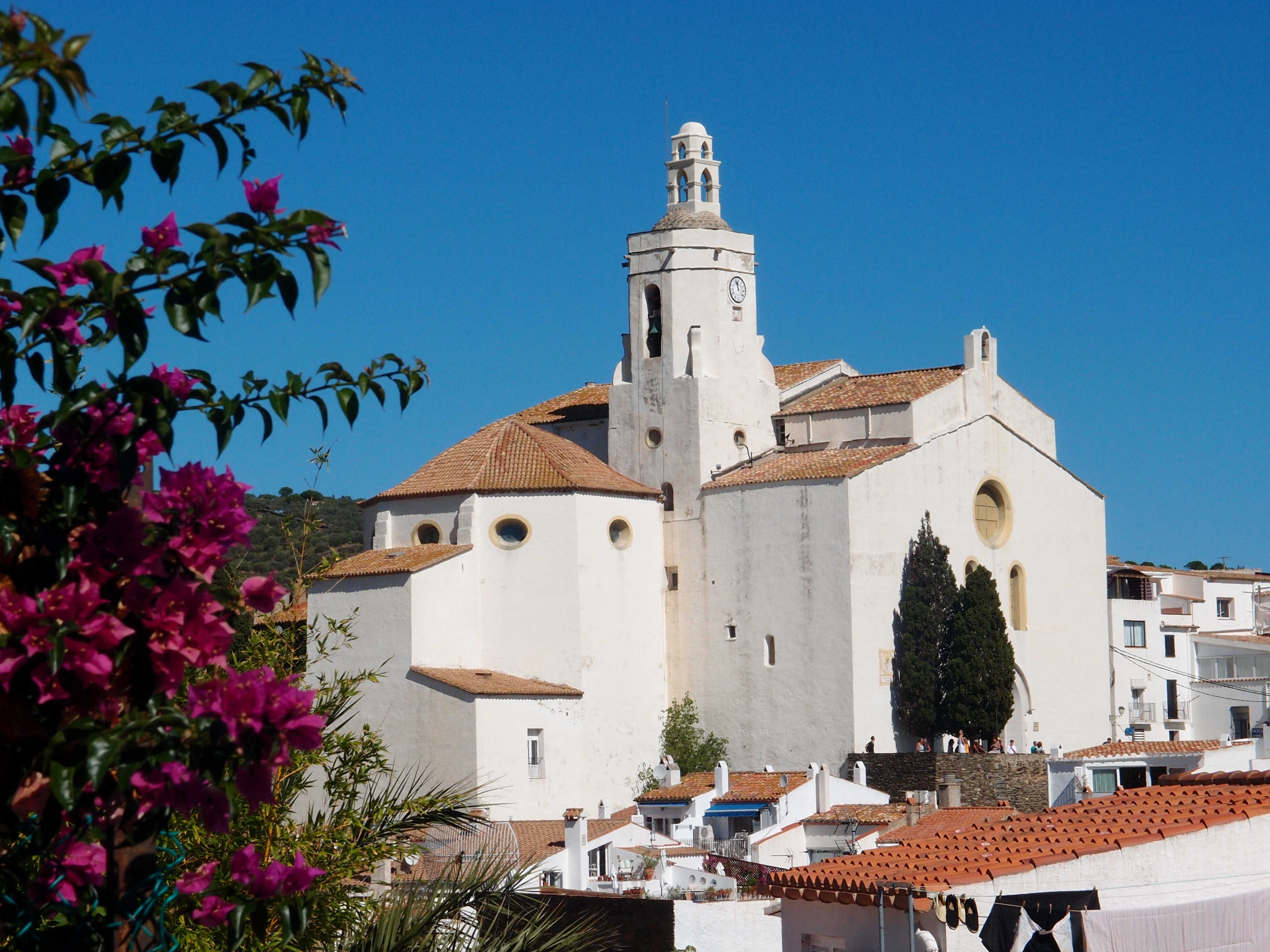
Kirche Santa Maria

Die Kirche Santa Maria (der heiligen Maria geweiht) ist ein spätgotisches Kirchengebäude und das Wahrzeichen des ehemaligen Fischerdorfs Cadaqués an der Costa Brava in Katalonien (Spanien). Die weiße Kirche steht auf dem höchstgelegenen Punkt des historischen Ortskerns.

## Geschichte
Eine Vorgängerkirche ist in Cadaqués seit dem 13. Jahrhundert dokumentiert, die im Jahr 1543 durch den osmanischen Korsaren Khair ad-Din Barbarossa zerstört wurde. Das Gotteshaus wurde zur Mitte des 16. Jahrhunderts – unter großer Beteiligung der Fischer des Dorfes – im Stil der Spätgotik wieder aufgebaut. Dieses historische Ereignis beschrieb der örtliche Schriftsteller Frederic Rahola i Trèmols in einem Vers wie folgt:
„L’església del meu poble (Die Kirche meines Dorfes)
la feren els pescadors (wurde von Fischern gebaut)
treballant els jorns de festa (arbeitend an Feiertagen)
en bé del nostre Senyor.“ (im Dienste unseres Herrn.)
Ihr heutiges Aussehen erhielt die Kirche nach Umbau- und Erweiterungsarbeiten im 17., 18., und 19. Jahrhundert.

## Architektur
Die Kirche verfügt über ein Langhaus mit Seitenkapellen und polygonaler Apsis mit sieben Seiten. Der Glockenturm ist quadratisch und schließt achteckig nach oben ab. Das Kirchengebäude wurde insgesamt von außen weiß getüncht.

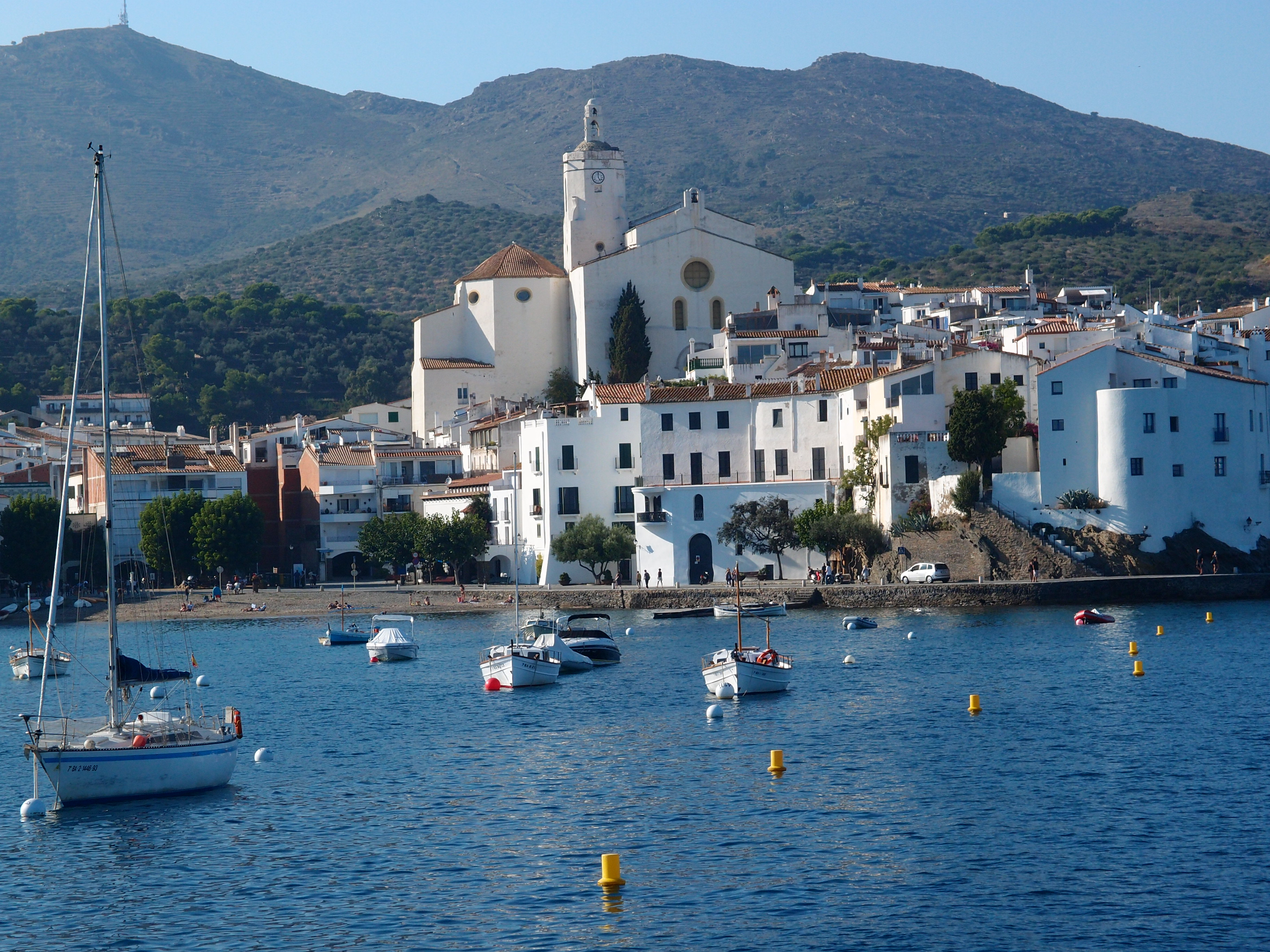
Seeseitige Ansicht
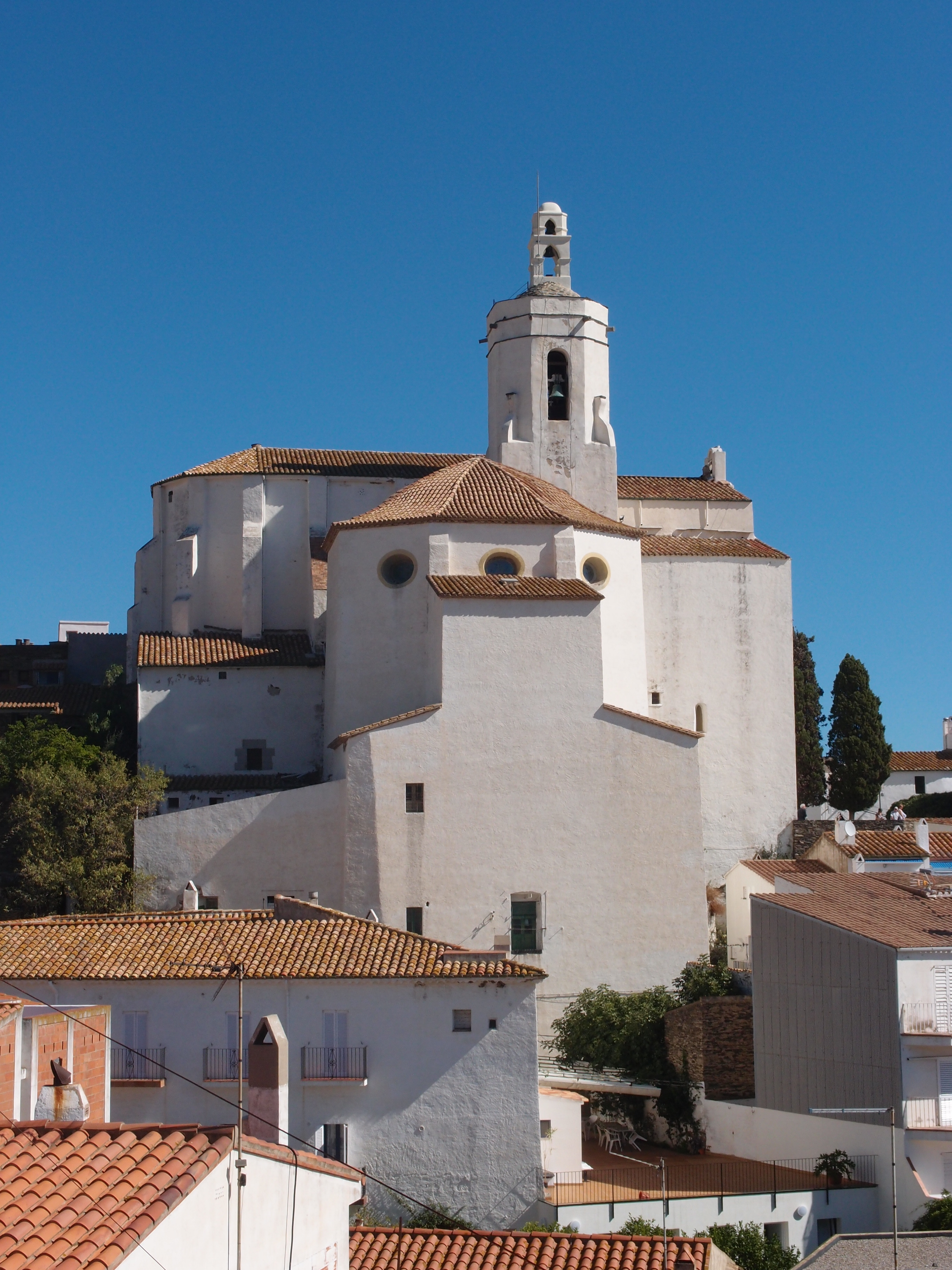
Seitenansicht
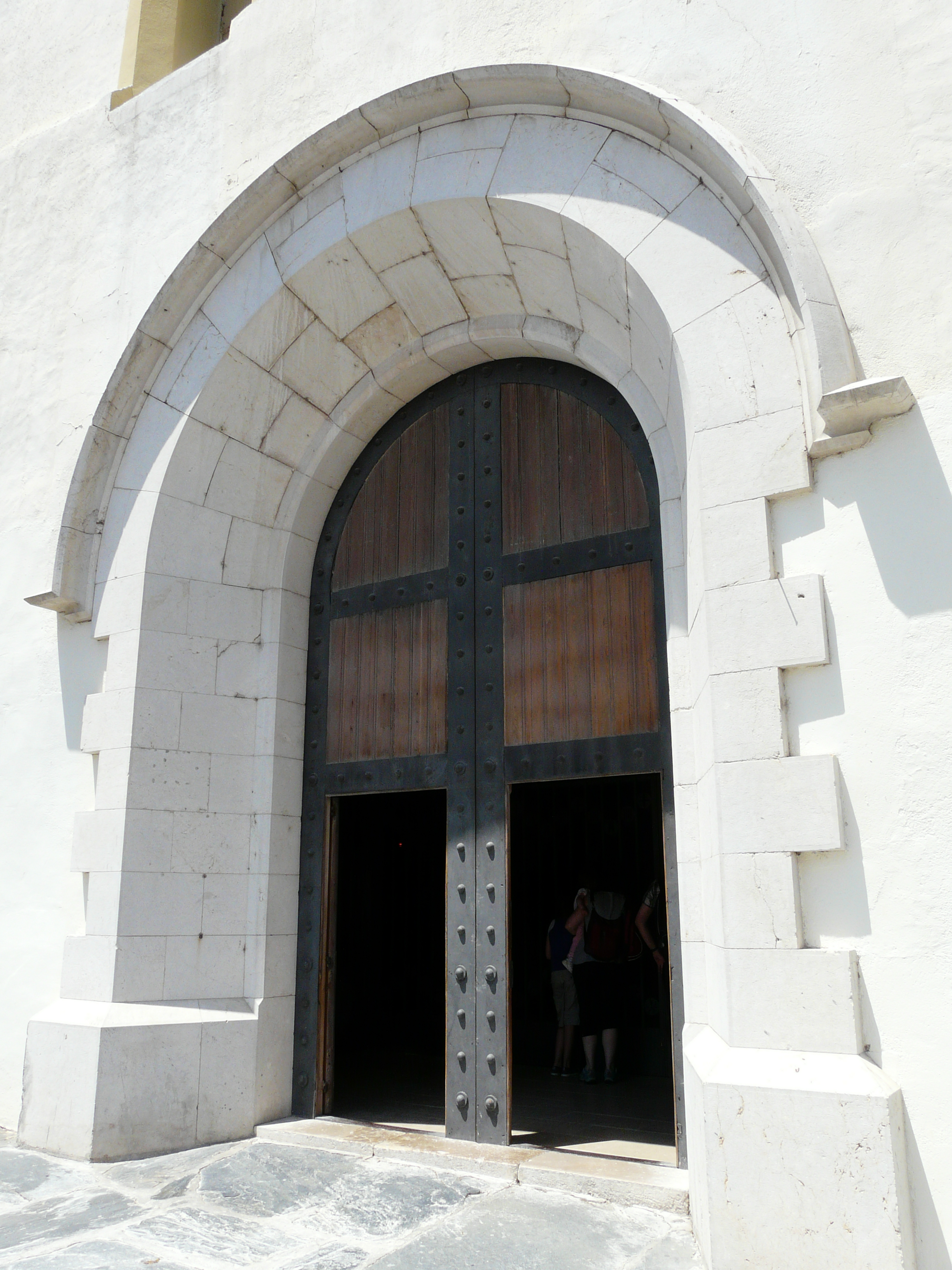
Hauptportal
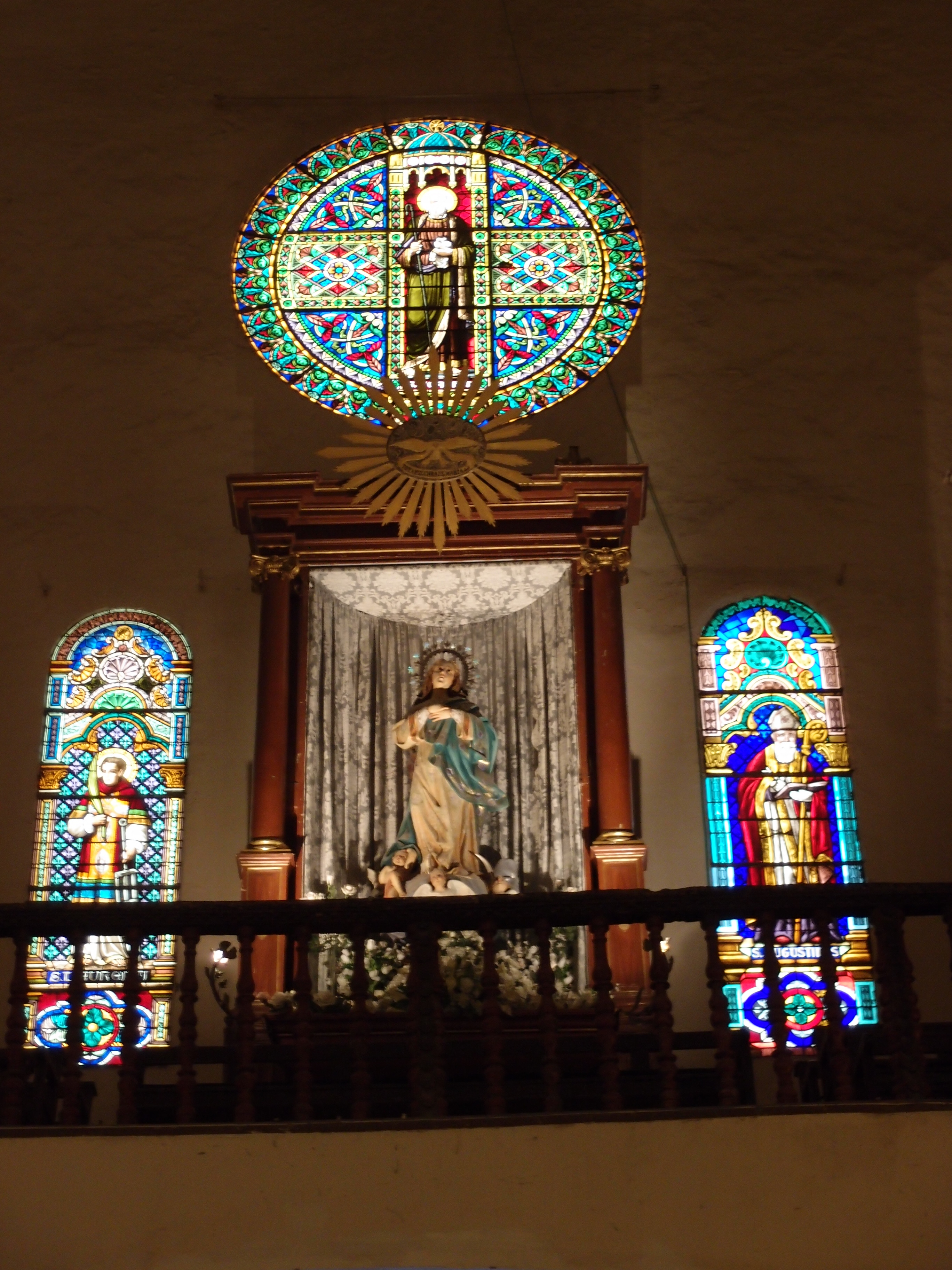
Orgelempore

## Ausstattung
- Barocker Hauptaltar aus dem 18. Jahrhundert, der von Jacinto Moreto entworfen wurde; die Gestaltung und Ausführung des Altarbildes erfolgte durch die Bildhauer Pau Costa und Joan Torras. Der 23 Meter hohe und 12 Meter breite Altar ist der Strahlenkranz-Madonna geweiht; er gilt als einer der bedeutendsten barocken Ältäre aus der Schule von Vic des Alt Empordà. Die Kirche verfügt über neun weitere barocke Altäre, die aber wesentlich kleiner sind.
- Orgel von Josep Boscà, die zwischen 1689 und 1691 gebaut wurde; sie gilt als eine der ältesten Orgeln Kataloniens.

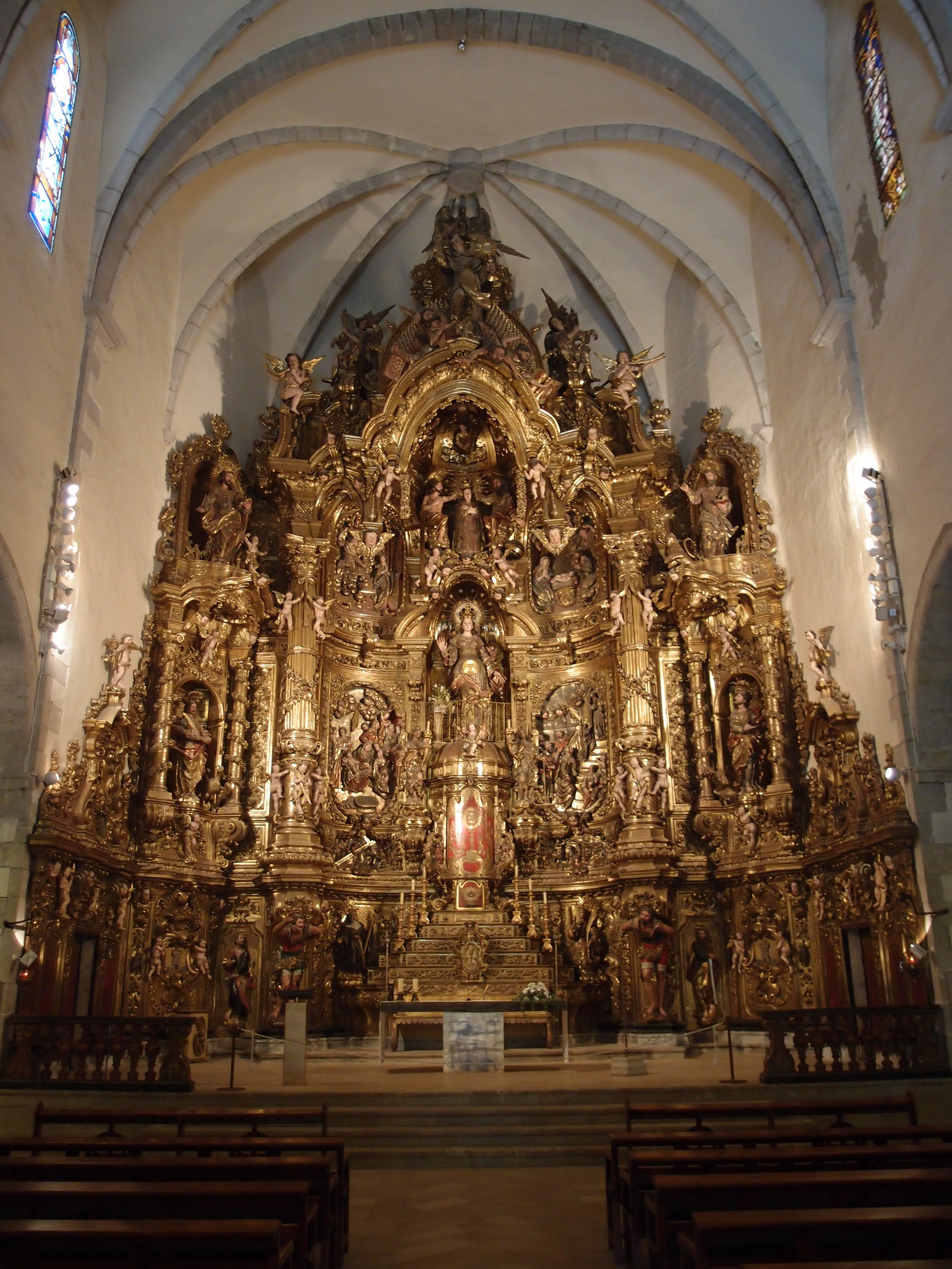
Hauptaltar
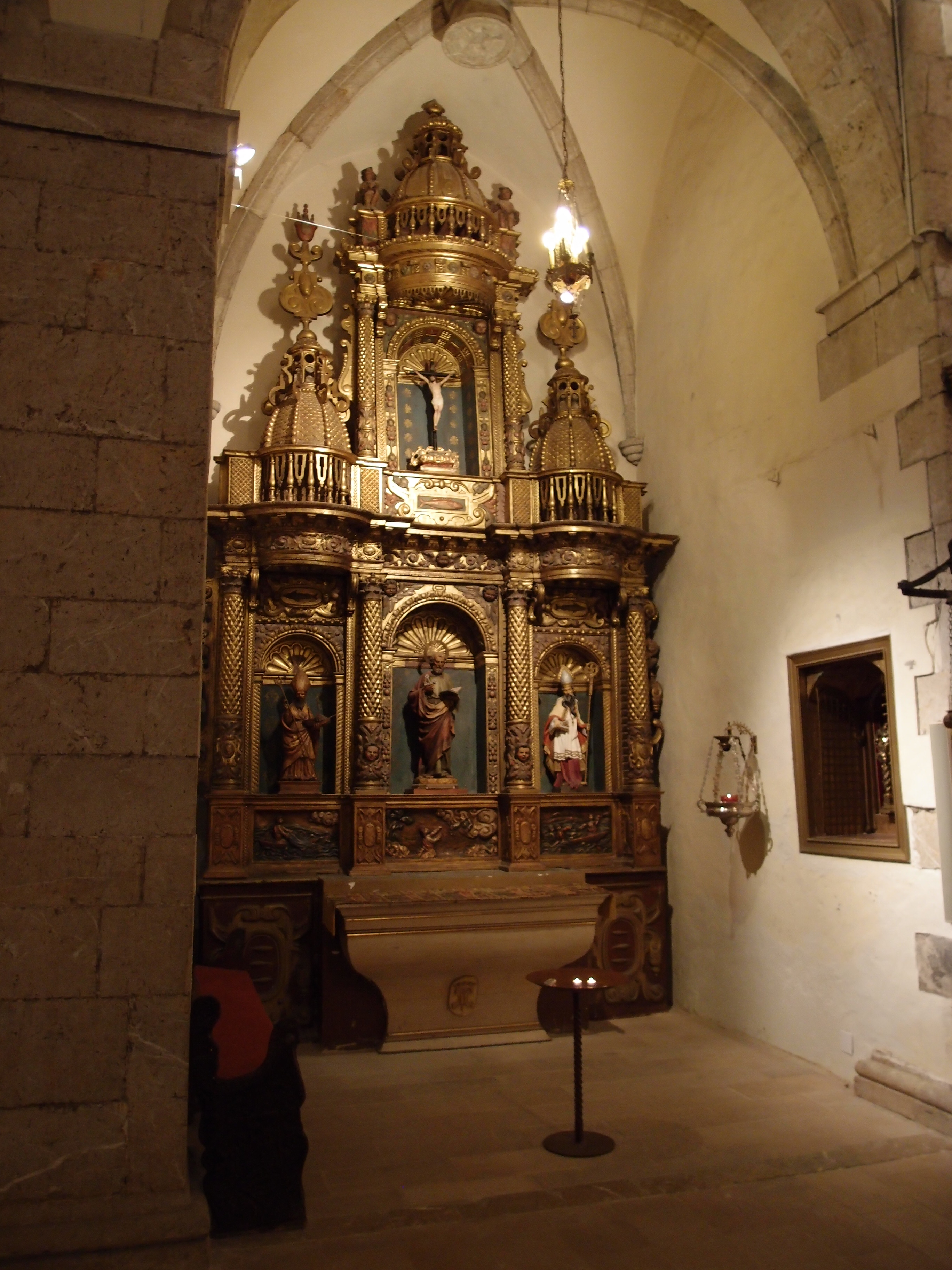
Seitenaltar
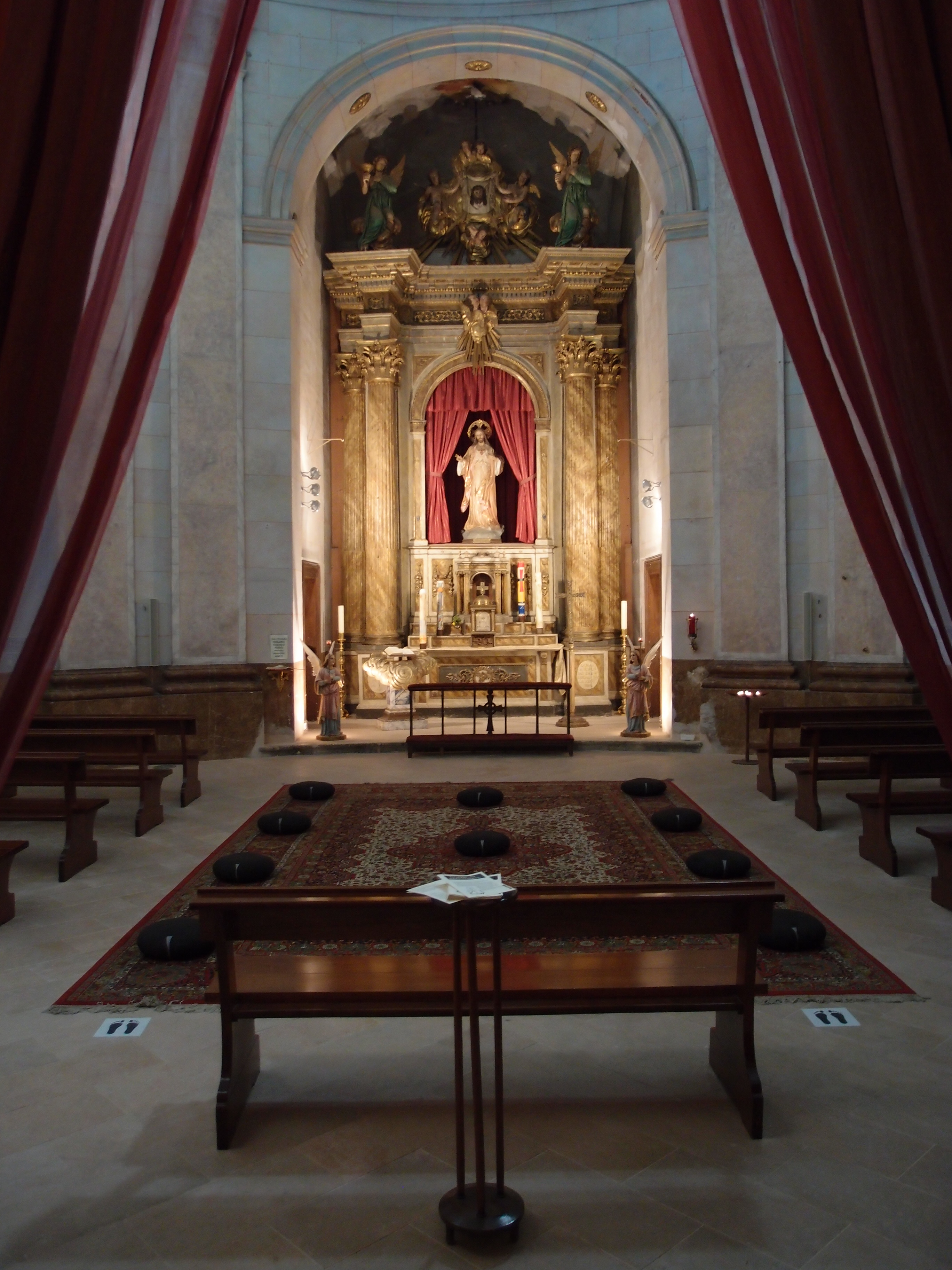
Seitenaltar
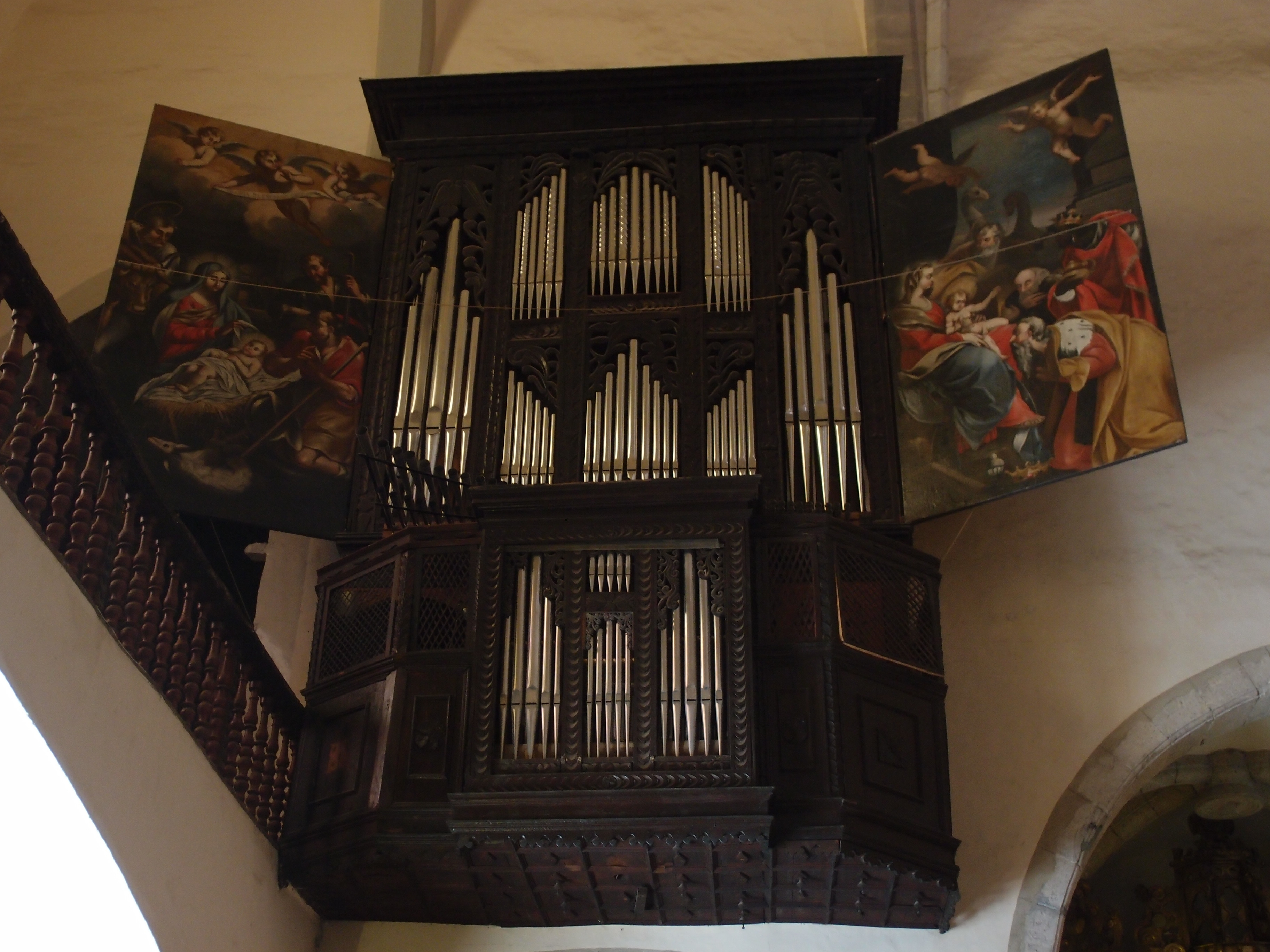
Orgel